# Revue de métaphysique et de morale
La Revue de métaphysique et de morale ("Rivista di metafisica e di morale") è una rivista di filosofia in lingua francese, fondata nel 1893 da Léon Brunschvicg, Xavier Léon e Élie Halévy.

## Storia
A partire dal 1920, la periodicità da bimensile divenne trimestrale. Alla morte di Léon nel 1935, Dominique Parodi gli succedette in qualità di redattore per i successivi venti anni, finché nel 1955 fu sostituito dalla direzione di Jean Wahl.
Revue de métaphysique et de morale fu un punto di riferimento del dibattito filosofico francese dei primi del Novecento. Nel 1906 pubblicò l'articolo di Bertrand Russell sul Paradosso di Berry, al quale seguirono testi firmati dai seguenti autori: Victor Delbos, Henri Bergson, Louis Bachelier, il logico Jean Nicod, il matematico Henri Poincaré, da Gustave Belot, Félix Ravaisson, Célestin Bouglé, Henri Delacroix (relativo a William James), Louis Couturat, Sully Prudhomme, Henri Maldiney, Francine Bloch, Frédéric Rauh, Jean Cavaillès, Julien Benda, Georges Poyer, Maurice Merleau-Ponty, Georg Simmel fino ad arrivare a Barbara Cassin.

## Articoli selezionati
- Henri Poincaré, La mesure du temps, in Revue de métaphysique et de morale, vol. 6, 1898,  pp. 1-13.
- Henri Delacroix, Les Variétés de l'expérience religieuse par William James, in Revue de métaphysique et de morale, 11.5 (Sept 1903),  pp. 642-669.
- Jean Cavaillès, Du collectif au pari, in Revue de métaphysique et de morale, XLVII, 1940,  pp. 139-163.
- Maurice Merleau-Ponty, La métaphysique dans l'homme, in Revue de métaphysique et de morale, vol. 52, 3–4, July–October 1947. (Republished in Maurice Merleau-Ponty, Sens et non-sens, Paris, Éditions Nagel (1966) and in a 1966 edition of Sens et non-sens with new pagination by Éditions Gallimard, NRF, in the series 'Bibliothèque de philosophie', 1996, pp. 102–119.)
- Georg Simmel, Le problème de la sociologie (PDF), su ac-nancy-metz.fr, Revue de métaphysique et de morale, 1894 (archiviato dall'url originale il 27 settembre 2007).